# Шарп, Кей Би
Кристен Брук «Кей Би» Шарп (англ. Kristen Brooke "K. B." Sharp; род. 18 апреля 1981 года, Колумбус, Огайо, США) — американская профессиональная баскетболистка, выступавшая в женской национальной баскетбольной ассоциации. Она была выбрана на драфте ВНБА 2003 года во втором раунде под общим двадцать шестым номером клубом «Нью-Йорк Либерти». Играла на позиции атакующего защитника.

## Ранние годы
Кристен родилась 18 апреля 1981 года в городе Колумбус (штат Огайо) в семье Дейла Шарпа и Сильвии Труитт, у неё есть старший брат, Ди Джей, и брат-близнец, Кори, а училась в его пригороде Бексли в одноимённой средней школе, в которой выступала за местную баскетбольную команду.